# Селогорское сельское поселение
Селогорское сельское поселение — упразднённое с 12 апреля 2010 года муниципальное образование в Новгородском муниципальном районе Новгородской области России.
Административным центром была деревня Село-Гора.
Территория сельского поселения располагалась на северо-западе Новгородской области, к северу от Великого Новгорода. По территории муниципального образования проходят пути железнодорожной линии Новолисино — Великий Новгород.
Селогорское сельское поселение было образовано в соответствии с законом Новгородской области от 11 ноября 2005 года № 559-ОЗ. Граничит
с муниципальными образованиями Новгородского района:
на западе с Подберезским сельским поселением,
на севере с Тёсово-Нетыльским городским поселением,
на северо-западе с Тёсовским городским поселением,
на юге с Сырковским сельским поселением и
с Вольногорским сельским поселением Батецкого района на юго-западе.
30 марта 2010 года областным законом № 721-ОЗ Тёсово-Нетыльское городское поселение и Селогорское сельское поселение были преобразованы во вновь образованное муниципальное образование Тёсово-Нетыльское городское поселение с определением административного центра в посёлке Тёсово-Нетыльский.

## Населённые пункты
Большое Замошье, Горенка, Долгово, Гузи, Клепцы, Малое Замошье, Осия, Поддубье, Пятилипы, Радони, Раптица, Село-Гора, Татино, Чауни.